# Sénateur coopté
En Belgique, le sénateur coopté est un sénateur élu au bout du processus de constitution de cette assemblée par ses pairs, élus directs et élus indirects (élus provinciaux jusque 1995, élus communautaires jusqu'en 2014, élus des entités fédérées ensuite) au Sénat.
La révision de 1921 de la Constitution de la Belgique a introduit ce type d'élu afin de permettre à la haute assemblée de s'adjoindre d'éminents représentants de la société civile. En pratique, ce système a presque toujours servi à repêcher des candidats malchanceux aux élections directes.
La révision de la Constitution de 1993 détermine que pour désigner un sénateur coopté, le parti auquel revient ce droit de par les résultats des élections directes (on continue à attribuer des sièges de cooptés de la même façon que pour les élus directs, mais ce sont les élus qui déterminent à qui sera attribué ce siège et pas la candidature sur les listes), doit au moins avoir obtenu un élu direct. Il s’agit donc d'une élection au suffrage indirect avec représentation proportionnelle.
À partir des élections de 1995, 10 sénateurs sont désignés par les sénateurs élus directement et par les sénateurs de communauté.  
- 4 sénateurs sont désignés par les 15 sénateurs élus directement par le collège électoral français et par les 10 sénateurs de la Communauté française
- 6 sénateurs sont désignés par les 25 sénateurs élus directement par le collège électoral néerlandais et par les 10 sénateurs de la Communauté flamande.

La sixième réforme de l'État[Quand ?] conserve le système des sénateurs cooptés. Toutefois, étant donné que cette réforme abolit les sénateurs élus directs, la répartition des sénateurs cooptés entre partis politiques ne se fait plus en fonction des résultats des élections des sénateurs élus directs mais en fonction des résultats des élections des députés à la Chambre des Représentants, tandis que la désignation ne se fait plus que par des sénateurs, qui sont tous devenus communautaires.